# Ange ou Démon (album)
Pour les articles homonymes, voir Ange ou Démon.
Albums de Keen'V
La vie est belle
(2012) Saltimbanque
(2014)
Singles
1. Ça va le faire!
Sortie : 18 mars 2013
2. La vie du bon côté (avec Lorelei B)
Sortie : 10 juin 2013
3. Petite Émilie
Sortie : 19 décembre 2013

Ange ou démon est le quatrième album de Keen'V sorti le 29 juillet 2013. Il contient 19 chansons. Il est numéro un des ventes en France la semaine du 29 au 4 août 2013. Il est certifié disque d'or[réf. nécessaire] en France un peu moins de 100 000 exemplaires vendus.
En 2014 il est certifié double disque de platine .

## Liste des pistes
| Édition standard | Édition standard                         | Édition standard | Édition standard | Édition standard | Édition standard | Édition standard | Édition standard | Édition standard | Édition standard |
| No               | Titre                                    | Durée            |                  |                  |                  |                  |                  |                  |                  |
| ---------------- | ---------------------------------------- | ---------------- | ---------------- | ---------------- | ---------------- | ---------------- | ---------------- | ---------------- | ---------------- |
| 1.               | La vie du bon côté (avec Lorelei B)      | 3:32             |                  |                  |                  |                  |                  |                  |                  |
| 2.               | Copine de B...                           | 3:47             |                  |                  |                  |                  |                  |                  |                  |
| 3.               | J'voulais                                | 3:00             |                  |                  |                  |                  |                  |                  |                  |
| 4.               | J'ai besoin de changement (avec Nawaach) | 3:38             |                  |                  |                  |                  |                  |                  |                  |
| 5.               | Elle nie l'évidence                      | 3:36             |                  |                  |                  |                  |                  |                  |                  |
| 6.               | Moti'V                                   | 2:59             |                  |                  |                  |                  |                  |                  |                  |
| 7.               | C'est l'été (avec Willy William)         | 3:23             |                  |                  |                  |                  |                  |                  |                  |
| 8.               | Quitte moi                               | 3:37             |                  |                  |                  |                  |                  |                  |                  |
| 9.               | Je ne gâcherai pas tout                  | 3:52             |                  |                  |                  |                  |                  |                  |                  |
| 10.              | Le droit au bonheur                      | 2:59             |                  |                  |                  |                  |                  |                  |                  |
| 11.              | Mon père                                 | 3:40             |                  |                  |                  |                  |                  |                  |                  |
| 12.              | Ta gueule (avec Cauet)                   | 3:23             |                  |                  |                  |                  |                  |                  |                  |
| 13.              | Miaou                                    | 3:01             |                  |                  |                  |                  |                  |                  |                  |
| 14.              | J'sais pas danser                        | 3:07             |                  |                  |                  |                  |                  |                  |                  |
| 15.              | Rat des champs                           | 3:14             |                  |                  |                  |                  |                  |                  |                  |
| 16.              | SOS (avec Lorelei B)                     | 3:57             |                  |                  |                  |                  |                  |                  |                  |
| 17.              | Malgré moi                               | 4:53             |                  |                  |                  |                  |                  |                  |                  |
| 18.              | Aussi longtemps                          | 3:50             |                  |                  |                  |                  |                  |                  |                  |
| 19.              | Ça va le faire                           | 3:08             |                  |                  |                  |                  |                  |                  |                  |
| 1:06:36          |                                          |                  |                  |                  |                  |                  |                  |                  |                  |

| Édition deluxe | Édition deluxe                        | Édition deluxe | Édition deluxe | Édition deluxe | Édition deluxe | Édition deluxe | Édition deluxe | Édition deluxe | Édition deluxe |
| No             | Titre                                 | Durée          |                |                |                |                |                |                |                |
| -------------- | ------------------------------------- | -------------- | -------------- | -------------- | -------------- | -------------- | -------------- | -------------- | -------------- |
| 1.             | Petite Emilie                         | 3:24           |                |                |                |                |                |                |                |
| 2.             | Moti'V (Radio Edit)                   | 2:59           |                |                |                |                |                |                |                |
| 3.             | SOS (Chris Main Mix) (avec Lorelei B) | 3:24           |                |                |                |                |                |                |                |
| 4.             | Les Mots (Remix Acoustique)           | 3:30           |                |                |                |                |                |                |                |
| 6:54           |                                       |                |                |                |                |                |                |                |                |

## Discographie dans les hit-parades
Albums
| Année | Album         | Meilleure position | Meilleure position | Label      | Certification            | Notes               |
| Année | Album         | Belgique Fr        | France             | Label      | Certification            | Notes               |
| ----- | ------------- | ------------------ | ------------------ | ---------- | ------------------------ | ------------------- |
| 2013  | Ange ou Démon | 7                  | 1                  | AZ (label) | Double disque de platine | crédité sous Keen'v |